# Бродвейская мелодия
«Бродвейская мелодия» (англ. The Broadway Melody) — американский мюзикл.

## Сюжет
Сестры Хэнк и Куини Махони — танцующие певицы, приезжают в Нью-Йорк на Бродвей, где их друг Эдди Керне выступает в роли протеже постановки их нового номера для варьете Фрэнсиса Занфилда. Эдди и Хэнк давно знакомы и даже хотят обвенчаться, но когда молодой человек увидел Куини, он влюбляется в неё без ума и, изменив свои планы в отношении будущего брака, начинает ухаживать за белокурой сестричкой.
Тем временем Джок Уорринер, богач и представитель высшего общества Нью-Йорка, положив глаз на Куини, дарит ей бриллиантовый браслет и требует повиновения и любви, но только спустя несколько недель девушка поймёт, что стала игрушкой в руках хладнокровного джентльмена.

## В ролях
- Чарльз Кинг — Эдди Керне
- Анита Пейдж — Куини Махони
- Бесси Лав — Гарриет «Хэнк» Махони
- Кеннет Томсон
- Эдвард Диллон
- Мэри Доран
- Эдди Кэйн — Занфилд
- Дж. Эмметт Бек
- Маршалл Рут
- Карла Леммле (в титрах не указана)
- Тройняшки Моби

## Награды
Премия «Оскар» за лучший фильм. Номинации за лучшую женскую роль (Бесси Лав) и лучшего режиссёра (Гарри Бомонт).

## Релиз на видео
Отреставрированная версия фильма выпущена на DVD. В России выпущен на DVD изданием «Светла».